# Parafia Trójcy Świętej w Ćmińsku
Parafia Trójcy Świętej w Ćmińsku — parafia rzymskokatolicka, znajdująca się w diecezji kieleckiej, w dekanacie piekoszowskim.

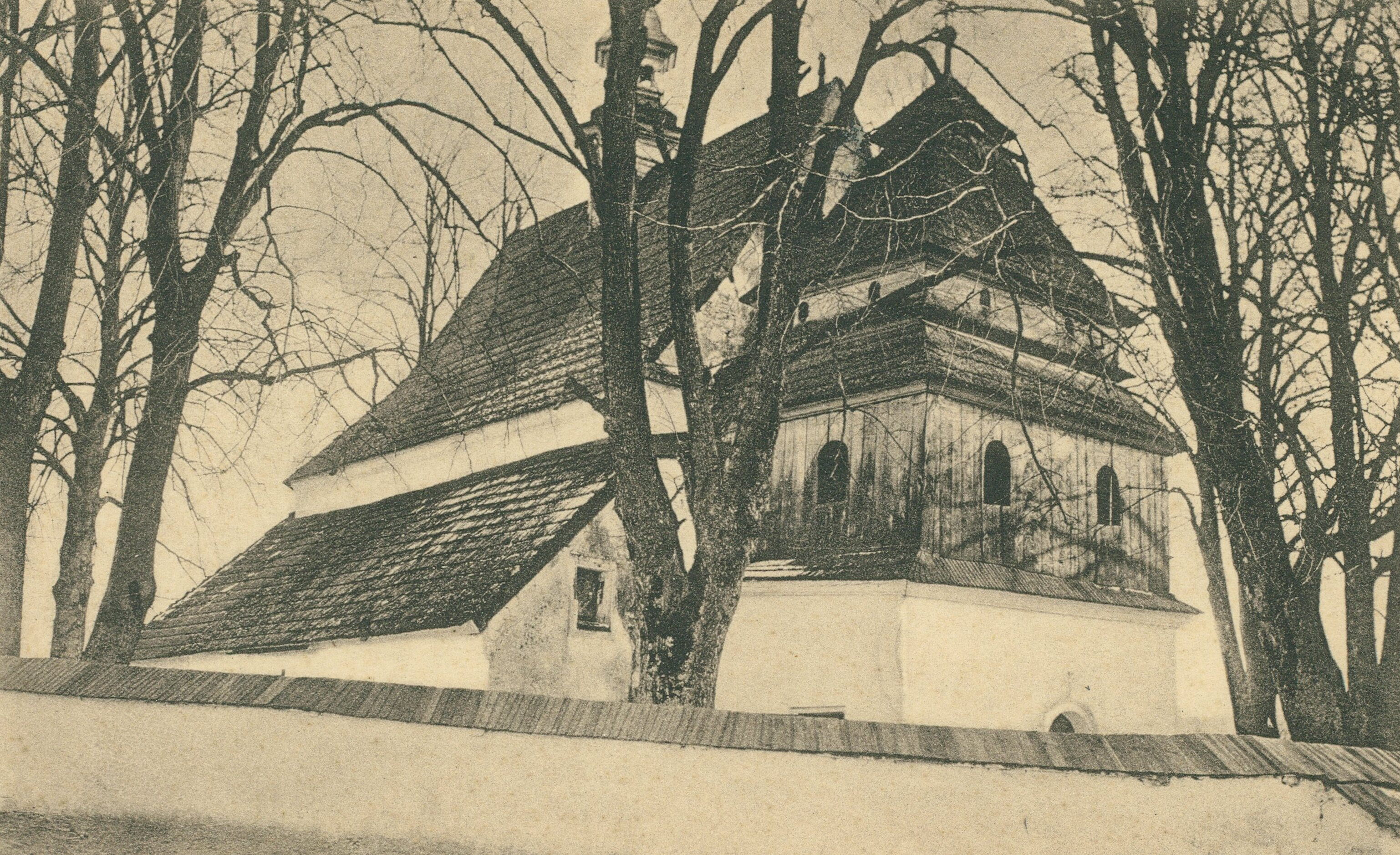
Widok kościoła przed 1915